# The Road I Travel With You
The Road I Travel With You (君と行く路, Kimi to yuku michi) è un film del 1936 diretto da Mikio Naruse.

## Trama
Lo studente Asa ha una storia d’amore con la giovane Kasumi, i cui genitori, proprietari di un'impresa un tempo prospera ma ora in decadenza, non vogliono che sposi il ragazzo, in quanto figlio di una ex-geisha. Hanno quindi combinato il matrimonio della figlia, che dovrà aver luogo prossimamente, con il rampollo di una famiglia ricca.
La madre stessa di Kasumi era, un tempo, ballerina, mestiere ritenuto altrettanto sconveniente di quello di geisha, ma l’esistenza in vita di suo marito (mentre il padre di Asi era morto) faceva la differenza, secondo le concezioni vigenti, per quanto malviste dalle giovani generazioni. Lo stesso nonno di Asa, che peraltro convive more uxorio con la giovane Hina, in quanto vecchio conoscente dei genitori di Kasumi, avalla il matrimonio combinato.
Il fratello di Asa, Yuji, scorge in treno una giovane donna della quale si innamora all’istante: tempo dopo riesce a rintracciarla, e si scopre che si tratta della migliore amica di Kasumi, Tsukiko, già conosciuta da Asa perché ha fatto spesso da tramite per la corrispondenza segreta fra i due amanti. Tsukiko e Yuji iniziano una relazione amorosa, avversata dai genitori di lei.
Intanto la madre dei due fratelli riceve una lettera da una facoltosa famiglia di grossisti in legname, che intende adottare Yuji, rendendolo in tal modo possessore di una fortuna. Naturalmente Yuji è contrario alla liaison eterodiretta.
Un emissario dei genitori di Kasumi si reca da Asa per procedere alla rituale restituzione della corrispondenza fra i due amanti: Asa brucia le lettere di Kasumi, poi esce in auto. Muore in un incidente stradale, che a molti pare un suicidio.
Durante il rito funebre giunge la notizia che anche Kasumi si è tolta la vita, poco prima della data del matrimonio. Tsukiko lascia Yuji, anche per il timore scaramantico che fra loro possa riproporsi il destino funebre dei due recentemente deceduti.
Quando la madre dice a Yuji che a Kasumi è accaduto qualcosa di male perché non ha dato retta ai genitori, il figlio la zittisce in maniera non proprio consona all’etichetta.